# Lycodon ruhstrati
Lycodon ruhstrati är en ormart som beskrevs av Fischer 1886. Lycodon ruhstrati ingår i släktet Lycodon och familjen snokar.
Denna orm förekommer i sydöstra Kina, norra Vietnam och på Taiwan. Arten lever i kulliga områden och i bergstrakter mellan 500 och 1850 meter över havet. Individerna vistas i skogar och i odlade områden. De gömmer sig ofta under stenar. Honor lägger cirka fyra ägg per tillfälle.
För beståndet är inga hot kända. Hela populationen antas vara stor. IUCN listar arten som livskraftig (LC).

## Underarter
Arten delas in i följande underarter:
- L. r. ruhstrati
- L. r. multifasciatus